# Stephan LaVor Hatch
Stephan LaVor Hatch ( 1945, Arlington, Virginia - ) es un botánico estadounidense, habiendo desarrollado expediciones botánicas por EE. UU., México, Kenia, Alemania, República Dominicana. Es especialista en biosistemática vegetal, y profesor en el Departamento del "Rangeland Ecology and Management", en la Universidad de Texas A&M.

## Biografía
En 1975 obtiene su doctorado en la Texas A&M University, sobre Poaceae.
- La abreviatura «S.L.Hatch» se emplea para indicar a Stephan LaVor Hatch como autoridad en la descripción y clasificación científica de los vegetales.[3]

A diciembre de 2010 se poseen 23 registros de sus identificaciones y nombramientos de nuevas especies, la mayoría de la familia de las poáceas.

## Algunas publicaciones
- 1977. A Biosystematic Study of the Schizachyrium cirratum-Schizachyrium sanguineum complex (Poaceae). J. of Range Management 30 ( 1 ) : 29
- 1978. Nomenclatural Changes in Schizachyrium (Poaceae. Brittonia 30 ( 4 ) : 496

### Libros
- 1975. A biosystematic study of the Schizachyrium cirratum - Schizachyrium sanguineum complex (Poaceae). 224 pp.
- -----------, joseph l. Schuster, dale lynn Drawe. 1999. Grasses of the Texas Gulf prairies and marshes. Natural History Series , Nº 24. Ed. U of Nebraska Press. 355 pp. ISBN 0890968896
- james l. Stubbendieck, stephan l. Hatch, l. m. Landholt. 2003. North American wildland plants: a field guide. Ed. U of Nebraska Press. 501 pp. ISBN 0803293062 En línea